# Nimfa (biologia)

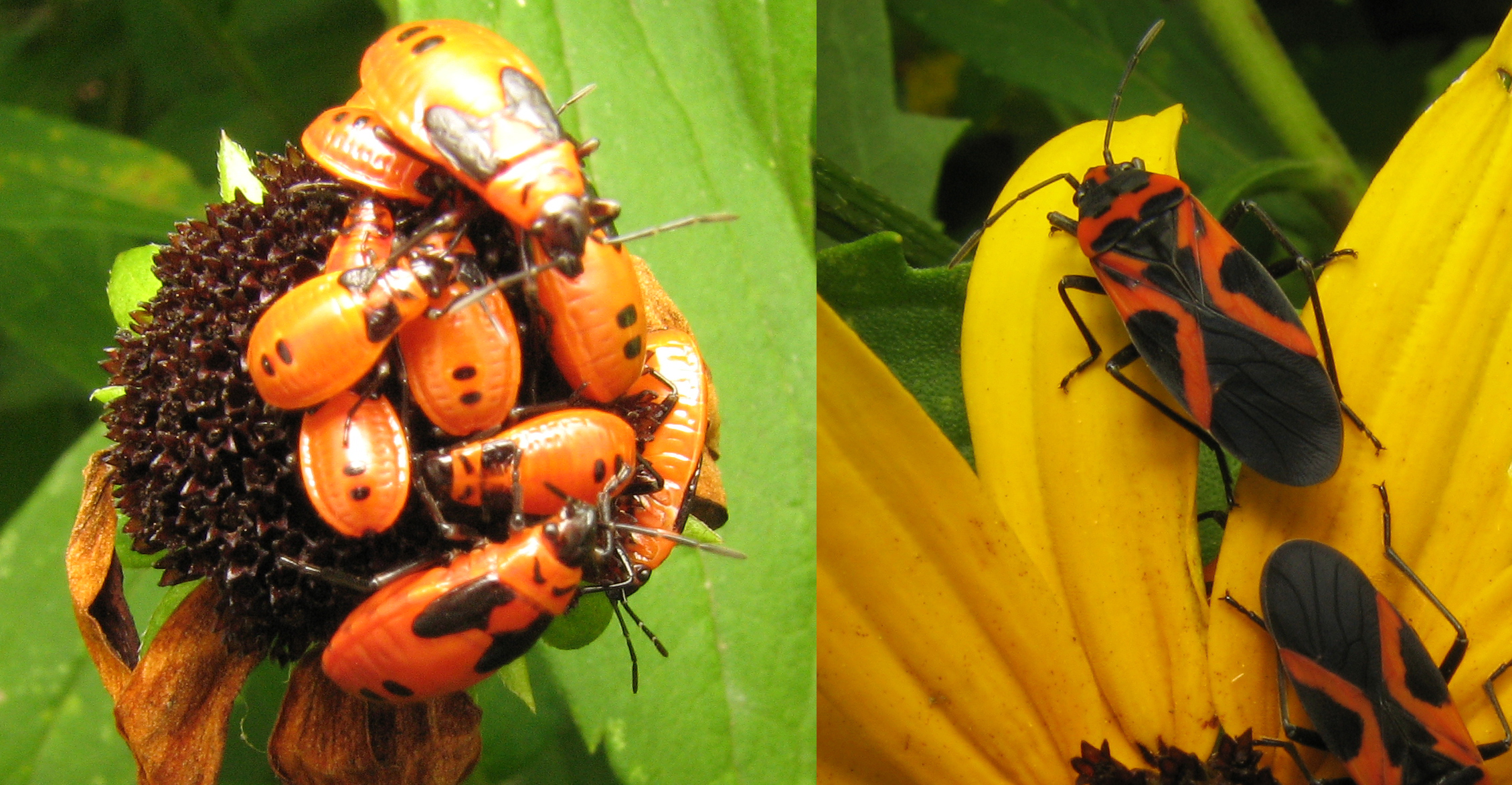
Nimfes (esquerra) i adults (dreta) de Lygaeus (hemípter)

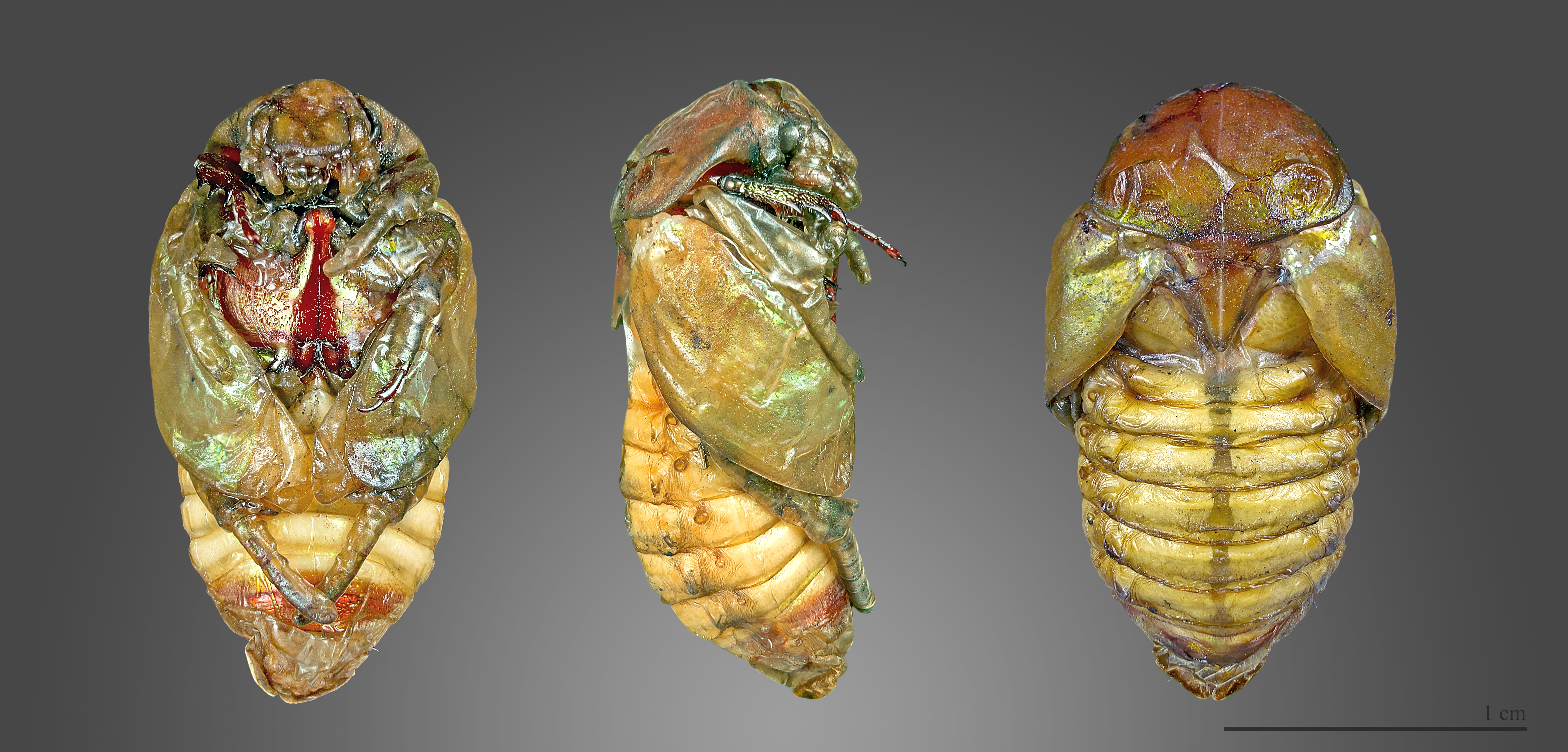
Pupa de Cetonia aurata (coleòpter)

En biologia, una nimfa (del grec antic νύμφα nūmphē que significa "núvia") és una forma juvenil d'alguns invertebrats, particularment d'insectes, que pateixen una metamorfosi gradual (hemimetabolisme) abans d'arribar a la seva etapa adulta. A diferència d'una larva típica, la forma global d'una nimfa ja s'assembla a la de l'adult, excepte per la manca d'ales (en les espècies alades) i l'aparició dels genitals. A més, mentre una nimfa muda, mai entra en una etapa de pupa. En canvi, la muda final dona lloc a un insecte adult. Les nimfes pateixen múltiples etapes de desenvolupament anomenades estadis.

## Inici de l'estadi de nimfa
No hi ha unanimitat sobre el moment en què s'inicia l'estadi de ninfa, probablement perquè s'ha volgut generalitzar una definició vàlida per diverses espècies, quan en cada espècie aquest estadi no té les característiques idèntiques. Segons la Història Natural dels Països Catalans, en el cas dels insectes hemimetàbols tots els estadis preimaginals (abans de l'adult) són d'aspecte semblant i reben el nom de nimfes. Les nimfes van adquirint els caràcters dels adults d’una manera progressiva. Segons el Diccionari de la Llengua Catalana de l'IEC, una nimfa és un insecte que ha passat de la fase de larva, que es troba en estat quiescent i prepara la seva darrera metamorfosi. En aquesta accepció, nimfa seria sinònim de pupa. Segons la Gran Enciclopèdia Catalana, una nimfa és la forma que es presenta en la metamorfosi dels insectes hemimetàbols entre l’última muda larval i l'estat adult.

## Espècies amb estadis de nimfa

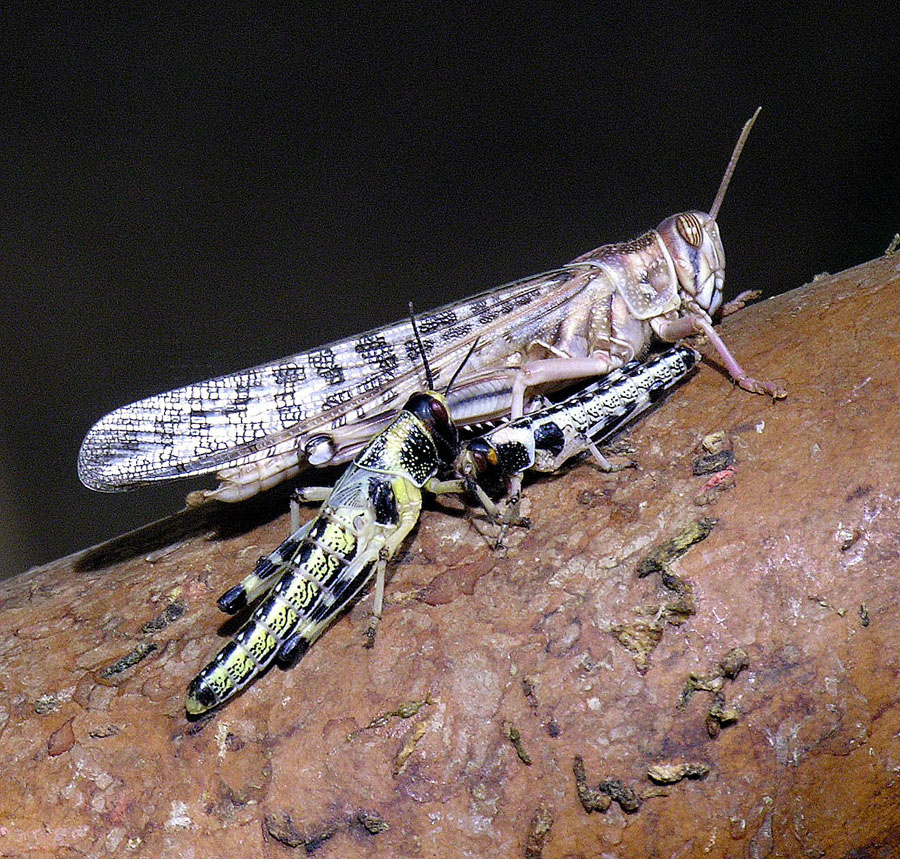
Dues nimfes Schistocerca gregaria al costat d'un adult

Moltes espècies d'artròpodes tenen estadis de nimfa. Entre aquests s'inclouen els ordres dels ortòpters (grills, llagostes i acrídids), hemípteres (cigales, insectes d'escut, mosques blanques, pugons, saltafulles , granotes, membràcids), mosques de maig, tèrmits, paneroles, mantodeus i odonats (plecòpters i zigòpters).
Les nimfes d'insectes aquàtics, com en els ordres Odonata, Ephemeroptera i Plecoptera, també s'anomenen nàiades, un nom grec antic per a les nimfes mitològiques d'aigua. Alguns entomòlegs han indicat que els termes larva, nimfa i nàiada s'han d'utilitzar segons la classificació del mode de desenvolupament (hemimetabolous, paurometàbolous o holometabolous) però d'altres han assenyalat que no hi ha una confusió real.
En el cas dels hemípters, l'estadi de nimfa és quan després de dues o tres mudes de pell l'hemípter mostra curts monyons d'ales encara enrotllades però segueix xuclant. En aquest estadi hi ha una tensió entre la llibertat de l'hemípter i el fet que resti immòbil. En qualsevol cas, es mostra indefensa, nua i al natural, amb l'única defensa en tot cas d'una mena d'escuma cotonosa.

## Hipòtesi del segon ou

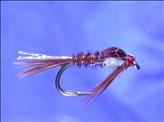
La 'nimfa de la cua de faisà' atrau les truites imitant una larva d'insecte aquàtic marró.

El 1628, el metge anglès William Harvey va publicar An Anatomical Disquisition on the Motion of the Heart and Blood in Animals. En el seu escrit, Harvey va plantejar la hipòtesi que l'etapa pupal dels insectes era el resultat d'ous imperfectes. Mentre que alguns ous van produir versions més petites d'insectes totalment madurs coneguts com a nimfes, d'altres van crear formes intermèdies. Així, aquestes formes intermèdies han de passar per una segona fase d'ou per arribar a la seva forma adulta. Aquesta hipòtesi intenta explicar les diferències de desenvolupament entre la metamorfosi hemimetabolous i holometàbolous. Segons aquesta explicació, en insectes amb una metamorfosi senzilla, s'observen els estadis d'ou, nimfa i adult, i la nimfa és com una mena de segon ou.

## Relació amb els humans
En la pesca amb mosca amb mosques artificials, aquesta etapa dels insectes aquàtics és la base per a tota una sèrie de patrons per captar l'interès de la truita. Representen més de la meitat dels patrons de mosques de pesca que s'utilitzen habitualment als Estats Units.

## Mitologia
En la mitologia, les nimfes són deïtats menors associades a elements naturals com rius, boscos o muntanyes, sovint representades com a joves belles i amb un fort vincle amb la natura. Les nimfes mitològiques personifiquen aspectes de la naturalesa que estan en constant flux i canvi, com l'aigua que flueix, els arbres que creixen o les muntanyes que s'eleven. Aquestes figures són vistes com entitats dinàmiques, sempre connectades amb la idea de vitalitat i regeneració natural. Aquests aspectes connecten el concepte biològic amb el concepte mitològic del terme.
Les nimfes eren divinitats naturals a la mitologia grega i romana, venerades com a esperits femenins que habitaven les fonts, els mars (nereides), els rius i llacs (nàiades), els boscos (dríades) i les muntanyes (orèades). Amistoses amb els humans, no rebutjaven el seu amor, i el seu culte es realitzava a l’aire lliure o en petits santuaris anomenats nimfeus. A la mitologia romana es van associar amb les camenes, les nimfes de les fonts.
A l'època homèrica, les nimfes eren considerades filles de Zeus i divinitats secundàries, a les quals s’adreçaven pregàries i que podien arribar a ser temibles. Vivien en grutes i es dedicaven a cantar i filar. Sovint formaven part del seguici d’una gran divinitat, especialment Àrtemis, o acompanyaven altres nimfes de major rang, com les serventes de Calipso o Circe. També apareixen com les esposes d’herois epònims de ciutats o regions, com en les llegendes d’Egina i Èac o Taígete. Intervenen en mites amorosos, com els de Dafne, Eco o Cal·listo, i sovint són amants de forces masculines de la natura, com Pan, els sàtirs o Príap. Els grans déus tampoc rebutgen els seus favors, mantenint relacions amb Zeus, Apol·lo, Hermes o Dionís. Algunes vegades, s'enamoren de joves mortals i els rapten, com és el cas d'Hilas.